# North (Matchbox Twenty)
North è un album discografico in studio del gruppo musicale rock statunitense Matchbox Twenty, pubblicato nel 2012. 

## Tracce
1. Parade – 4:09
2. She's So Mean – 3:50
3. Overjoyed – 3:07
4. Put Your Hands Up – 2:52
5. Our Song – 3:01
6. I Will – 4:03
7. English Town – 4:37
8. How Long – 2:44
9. Radio – 3:02
10. The Way – 3:17
11. Like Sugar – 3:46
12. Sleeping at the Wheel – 3:50

## Gruppo
- Rob Thomas - voce, piano, tastiere
- Kyle Cook - chitarre, cori
- Paul Doucette - batteria, percussioni, altri strumenti
- Brian Yale - basso

## Classifiche
- Billboard 200 - #1
- Official Albums Chart - #14